# 纸质石韦
纸质石韦（学名：Pyrrosia heteractis）为水龙骨科石韦属下的一个种。

## 扩展阅读
- 維基物種上的相關：纸质石韦